# 휴모

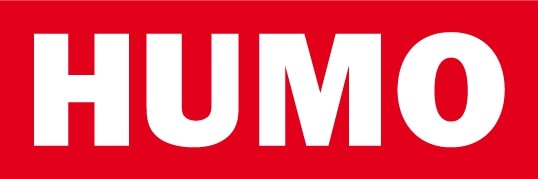
휴모의 로고

휴모(HUMO)는 네덜란드어로 발행되는 벨기에의 주간 대중지이다.

## 역사
휴모의 전신 휴머라디오는 1936년 르 무스티크에 대응하는 네덜란드어지로서 처음으로 발행되었다. 제2차 세계 대전이 발발하였던 1940년부터 1944년까지는 발행되지 않았다. 1958년 텔레비전이 벨기에에서 많은 시청자를 만들어내기 시작하면서 휴머라디오에서 라디오를 뺀 휴모라는 이름으로 출판되기 시작했다. 휴모는 일주일에 한 번씩 발행된다.
휴모의 소유주는 사노마로 사노마 매거진을 발행하고 있다. 2015년 5월 휴모는 더 페르스흐로퍼에 인수되었다.

## 판매고
휴모는 2002년부터 판매량이 감소하고 있다. 2006년부터 2007년까지은 278,000부가 판매되었으며, 디미트리 페르휠스트의 소설의 출판되지 않은 부분이 연재될 때는 32만부까지 판매됐다. 2009년 1분기 동안에는 256,588부가 팔렸다. 2010년에는 215,409부, 2011년에는 197,105부, 2012년에는 166,732부, 2013년에는 150,232부가 판매됐다.